# Il bunker (film 2021)
Il bunker (American Refugee) è un film del 2021 diretto da Ali LeRoi.

## Trama
I Taylor si sono appena trasferiti in una spaziosa casa in una zona rurale, a chilometri da qualsiasi città. Questa situazione idilliaca viene presto sconvolta. L'economia crolla, il cibo scarseggia, le scuole chiudono, ci sono saccheggi e caos. Il paese viene sottoposto alla legge marziale per ridurre gli atti di violenza.
Mentre fa la spesa al negozio locale, che è vuoto, Helen aiuta una donna incinta e spaventata a prendere alcune forniture mediche. Più tardi, Matthew, che vive nella casa accanto con suo padre, Winter, e Amber, la donna del negozio, si presenta alla loro casa chiedendo di Helen perché ci sono problemi con il bambino e le chiede aiuto. Matthew accompagna Helen e Greg in un bunker sotterraneo fortificato; lì, l'irascibile Winter lascia che Helen visiti Amber.
Anche se Winter è paranoico, dopo che la loro casa viene saccheggiata, i Taylor sono costretti a rifugiarsi da lui perché il suo bunker è la loro unica opzione. In questo ambiente ristretto iniziano presto i litigi tra Helen, Greg e Winter. Winter si chiede come il pacifista Greg possa mai proteggere i suoi familiari; in realtà pensa che lui stesso sarebbe un compagno migliore per Helen rispetto a suo marito.
Durante la notte vengono assaliti da ladri e Winter e Greg riescono a difendere il buner, nel frattempo Amber partorisce ma non riesce ad allattarlo e si rendono conto che c'è cibo per neonati; Helen decide di aiutare allattandolo lei. Il giorno seguente Greg trova una pistola di uno dei ladri e decide di nasconderla, poi aiuta Winter e Matthew a liberarsi dei corpi; Winter però trova la pistola e decide prima di affrontare Greg e poi di cacciarlo dal bunker insieme a Kai. I due tornano a casa per poi decidere di salvare la propria famiglia e tornano dai vicini; con un'esca fanno uscire Winter permettendo agli altri di fuggire dal bunker e liberarsi dalla sua prigionia. I Taylor e i Winter, appianate le divergenze, decidono di dare rifugio alle persone che ne hanno bisogno.

## Promozione
Il primo trailer è stato pubblicato il 19 novembre 2021.

## Distribuzione

### Data di uscita
Le date di uscita internazionali nel corso del 2021 sono state:
- 10 dicembre negli Stati Uniti d'America[1]

Le date di uscita internazionali nel corso del 2022 sono state:
- 10 febbraio in Germania
- 10 marzo in Spagna
- 4 settembre in Italia

### Edizione italiana
La direzione del doppiaggio e i dialoghi italiani sono curati da Enzo Antonelli per conto della SEDIF che si è occupata anche della sonorizzazione.

## Riconoscimenti
- 2022 – Black Reel Awards[2]
  - Candidato a miglior attore in un film televisivo o serie tv a Derek Luke